# 潘天寿故居 (宁海)
29°20′47″N 121°26′16″E / 29.34639°N 121.43778°E
潘天寿故居是浙江省宁海县的一处名人故居，为中国画名家潘天寿在家乡的生活场所。建筑建于清末，为典型浙东风格四合院，坐北朝南，保存完整，精雕细刻。潘天寿曾在此度过童年及1918年至1923年回乡任教时期并在此完婚。
2011年1月7日，潘天寿故居被纳入第六批浙江省文物保护单位。